# 28º minuto
28º minuto è un film del 1991 diretto da Gianni Siragusa ma firmato da Paolo Frajoli. Si tratta del terzo film ispirato agli omicidi del Mostro di Firenze.

## Trama
Mentre Firenze vive nel terrore, a causa dei terribili delitti commessi del Mostro di Firenze, i giovani fidanzati Fabrizio e Patrizia cercano di vivere appieno la loro storia d'amore, senza però riuscirci. Anche Mauro Poggi, incaricato delle indagini sul Mostro, si ritrova ad affrontare problemi sentimentali legati alla sua relazione con Paola. Nel frattempo i delitti del Mostro continuano e la polizia brancola nel buio. L'assassino, che si rivela essere il giovane fidanzato, divenuto tale a causa d'un trauma infantile, intercetta una chiamata al poliziotto e una sera, quando questi è appartato con Paola, s'appresta a ucciderlo, ignorando che si tratta d'una trappola tesagli dalla polizia. Il giovane, alla vista dei poliziotti, fugge in motocicletta riuscendo a fare perdere le tracce.

## Produzione
La produzione del film è stata lunga e problematica. La pellicola, il cui titolo iniziale era Tramonti fiorentini, poi mutato in Quel violento desiderio, venne iniziata nel 1986 con la regia di Gianni Siragusa. La lavorazione viene sospesa per problemi economici. Il film viene poi completato sempre da Siragusa e distribuito nel 1991 col titolo 28º minuto, ma risulta firmato da Paolo Frajoli per ottenere il finanziamento pubblico riservato alle opere prime. Questa versione del film è costituita dal materiale girato originariamente, con l'aggiunta di scene provenienti dai film L'assassino è ancora tra noi e Bakterion, più alcune scene girate ex novo.

## Curiosità
Nella scena del cinema si possono vedere le locandine dei film Camping del terrore, Phenomena ed Inferno.